# Обыкновенный ремез
Обыкнове́нный ре́мез (лат. Remiz pendulinus) — вид певчих птиц семейства ремезовых.

## Описание
Обыкновенный ремез достигает длины 10—11 см и массы 8—12,5 г. Длина крыла до 60 мм. В глаза бросается серая голова с чёрной маской и красно-бурая спина. У молодых птиц чёрной маски ещё нет. По окраске ремез отдалённо напоминает самца обыкновенного жулана. Тонкий свист звучит примерно как «ции-ции».

## Местообитание

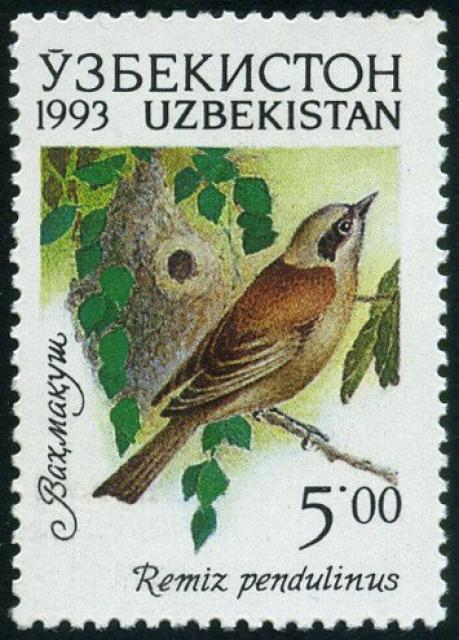
Почтовая марка Узбекистана 1993 года.

С апреля по октябрь некоторые ремезы мигрируют в Восточной и Центральной Европе и перелетают на зиму в Средиземноморье. Некоторые птицы остаются в районе Средиземного моря целый год. Ремез предпочитает селиться в зарослях по берегам рек, озёр и болот.

## Питание
Ремез ищет себе корм преимущественно на деревьях, в кустарниках и в камыше. Он питается насекомыми, пауками и семенами.

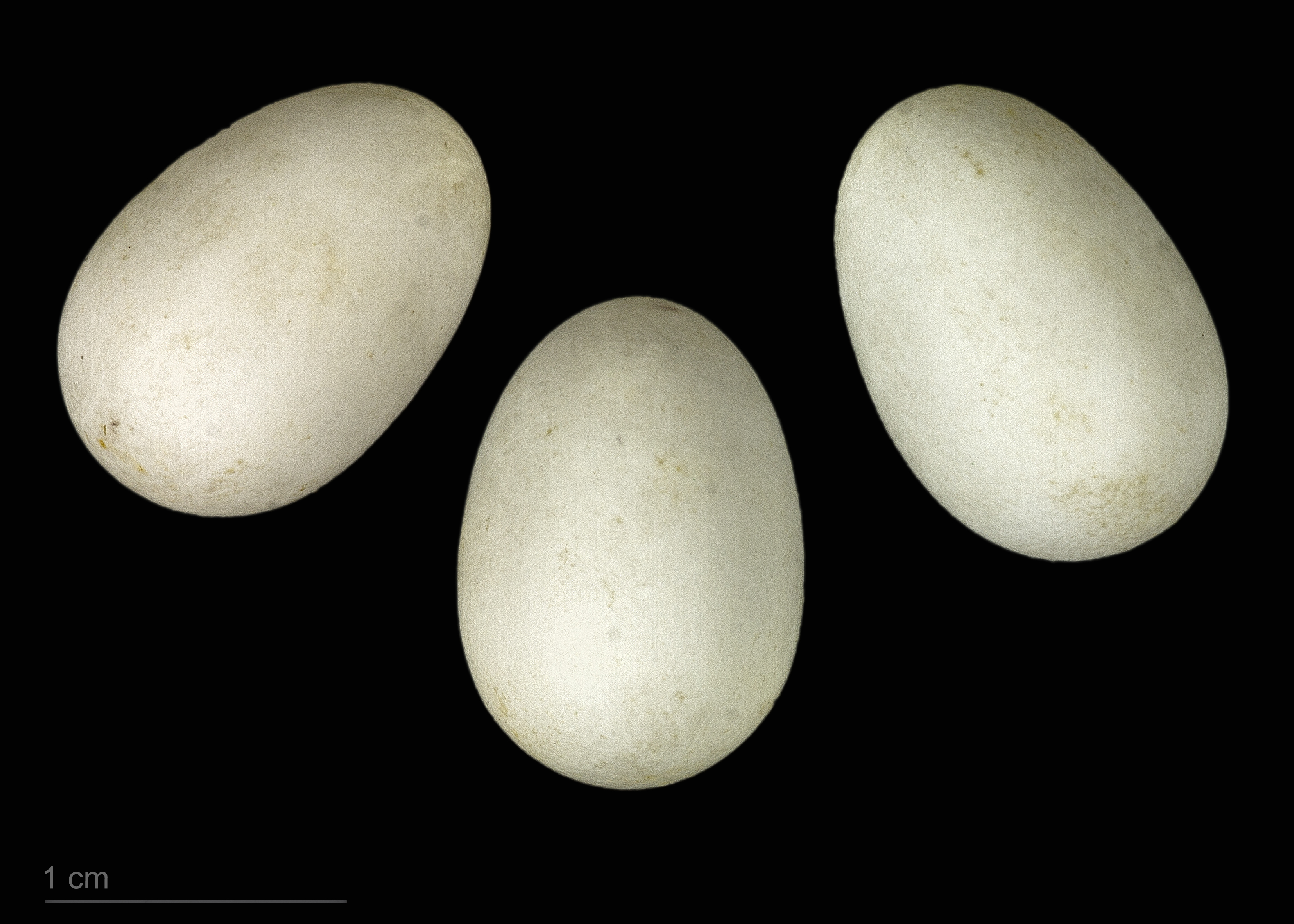
яйцо Remiz pendulinus - Тулузский музей

## Размножение

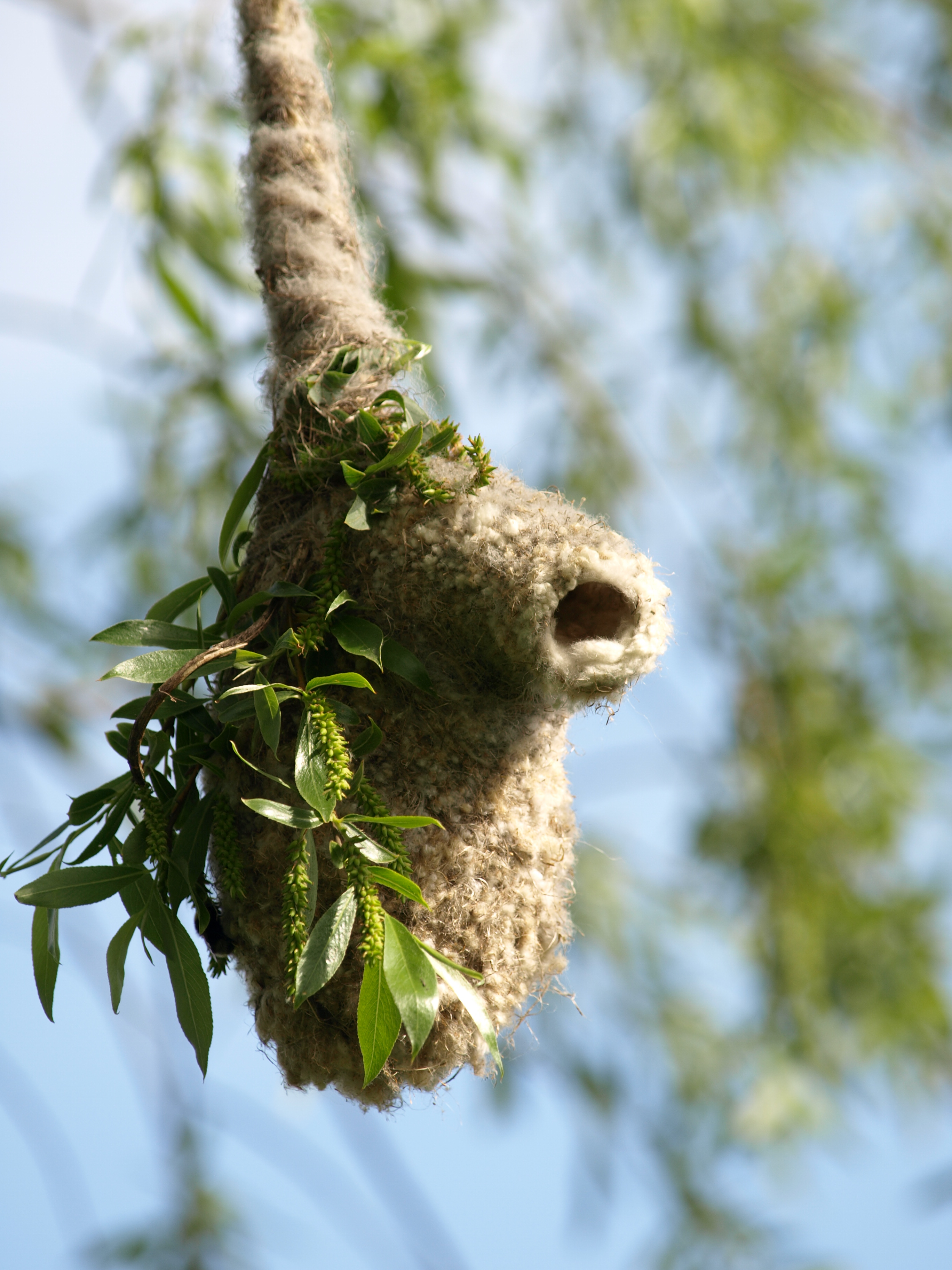
Гнездо обыкновенного ремеза (Квидзын, Польша)

Период размножения продолжается с мая по июнь. Самец строит несколько пушистых, круглых гнёзд из растительных волокон, пуха и семян на свисающих над водой ветвях. Гнездо в форме сумки примерно 17 см в высоту и 11 см шириной. Самка выбирает себе лучшее гнездо, помогает в последних приготовлениях и откладывает затем от 5 до 8 яиц. Примерно через 2 недели вылупляются птенцы. Ремез может иметь несколько партнёров. Европейская популяция насчитывает примерно 1 млн гнездящихся пар.